# Nel bagno delle donne
Nel bagno delle donne è un film del 2020, diretto da Marco Castaldi.

## Trama
Quando litiga con la moglie, Giacomo, un trentenne disoccupato, decide di rifugiarsi in una sala cinematografica. Rimane successivamente bloccato nel bagno delle donne e decide di rimanerci isolandosi dal mondo. La sua decisione verrà scambiata per un atto di protesta.

## Distribuzione
Il film è stato distribuito nelle sale cinematografiche italiane a partire dal 3 dicembre 2020.